# إغناثيو دي ليون (لاعب كرة قدم)
إغناثيو دي ليون (بالإسبانية: Ignacio de Leon)‏ هو لاعب كرة قدم أوروغواياني، ولد في 12 فبراير 1983.